# Bondsdagverkiezingen 1957

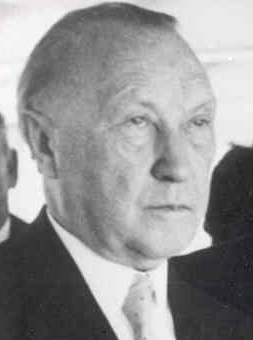
Bondskanselier Konrad Adenauer (1876-1967) boekte met zijn CDU/CSU voor de derde keer achter elkaar de winst.

De Bondsdagverkiezingen van 1957 vonden op 15 september 1957 plaats. Het waren de derde federale verkiezingen in de Bondsrepubliek Duitsland.
Bondskanselier was sinds 1949 Konrad Adenauer van de christendemocratische CDU. Kanselierskandidaat van de grootste oppositiepartij was Erich Ollenhauer van de sociaaldemocratische SPD. Een onderwerp van de campagnes was de mogelijke bewapening van de Bundeswehr met atoomwapens wat de SPD afkeurde. De liberale FDP, die in 1956 uit de coalitie met de CDU/CSU was gestapt, wilde de dienstplicht afschaffen en de buitenlandse politiek herzien.
Adenauer had baat van de goedlopende economie en de terugkeer van het Saarland bij Duitsland; populair ook was de nieuwe pensioensregeling (dynamische Rente). CDU en CSU haalden vijftig procent van de stemmen, wat nooit een partij eerder of later in Duitsland is gelukt. Kleine winst was er ook voor de sociaaldemocraten van Ollenhauer. De FDP ging achteruit (-7), terwijl de conservatieve Duitse Partij (DP) winst boekte (+2). Maar de DP had wel een speciale afspraak met haar coalitiepartner, de CDU/CSU, nodig, om via Direktmandate de Bondsdag in te komen. Ondanks zijn absolute meerderheid nam Adenauer DP-ministers in zijn regering op.

## Uitslag
NB.: Indirect gekozen werden door de gemeenteraad van Berlijn: 7 CDU-leden, 12 SPD-leden en 2 FDP-leden.
| Partij                                                                                     | %     | zetels   | verschil |
| ------------------------------------------------------------------------------------------ | ----- | -------- | -------- |
| Christelijk Democratische Unie van Duitsland (Christlich Demokratische Union Deutschlands) | 39,7% | 215 (7)  | +24      |
| Christelijk-Sociale Unie (Christlich-Soziale Union)                                        | 10,5% | 55       | +3       |
| Duitse Partij (Deutsche Partei)                                                            | 3,4%  | 17       | +2       |
| Vrije Democratische Partij (Freie Demokratische Partei)                                    | 7,7%  | 41 (2)   | -7       |
| Sociaaldemocratische Partij van Duitsland (Sozialdemokratische Partei Deutschlands)        | 31,7% | 169 (12) | +18      |
| Overigen                                                                                   | 7,0%  | 0        | -27      |
| Totaal                                                                                     | 100%  | 497      | +10      |

## Verwijzingen
1. ↑  Winkler Prins Jaarboek 1957, door: red. Winkler Prins, blz. 116